# Cassandro (lutador)
Saúl Armendáriz (nascido em 20 de maio de 1970) é um luchador mexicano nascido nos Estados Unidos, ou lutador profissional, que trabalha como exótico para diversas promoções independentes em todo o mundo sob o nome no ringue Cassandro. Ele é ex-campeão mundial dos meio-médios da NWA e campeão mundial dos leves da UWA. Em 2009, Armendáriz assinou contrato com a promoção americana Total Nonstop Action Wrestling (TNA), mas foi dispensado antes de fazer sua estreia oficial.

## Juventude
Armendáriz nasceu e foi criado em El Paso, Texas, mas também passou muito tempo do outro lado da fronteira mexicana, em Juárez, Chihuahua, cidade natal de sua família. Aos quinze anos, Armendáriz abandonou a escola e começou a treinar lucha libre em Juárez.

## Carreira de wrestling profissional
Ele começou oficialmente sua carreira no wrestling profissional em 1988, trabalhando sob a máscara de Mister Romano. O personagem, formado pelo conhecido luchador Rey Misterio, era um rudo (vilão) com temática de gladiador. Menos de um ano depois, Armendáriz foi encorajado a abandonar o personagem e assumir um novo personagem exótico de Babe Sharon. Exóticos são lutadores masculinos vestidos de drag que retratam caricaturas gays. Embora a maioria dos exóticos fossem heterossexuais, tanto Sharon quanto Armendáriz eram gays. Armendáriz lutou sua primeira luta como um exótico em Juárez, trabalhando sem máscara e sob o novo nome de ringue Rosa Salvaje ("Wild Rose").

### Associação Universal de Wrestling (1989–1995)
No final de 1989, Armendáriz ingressou na promoção Mexican Universal Wrestling Association (UWA), onde formou uma nova parceria com o exótico Pimpinela Escarlata, a quem conheceu quando os dois treinaram juntos em Juárez. Eventualmente, Armendáriz decidiu mudar o nome do ringue e, para isso, primeiro perdeu o direito de usar o antigo ao perder para Johnny Vannessa em uma Lucha de Apuestas (partida de apostas). Ele então adotou o novo nome no ringue Cassandro, que herdou de uma dona de bordel de Tijuana chamada Cassandra, a quem ele adorava.
Em 28 de janeiro de 1991, após uma reação negativa aos relatos de que iria lutar contra El Hijo del Santo pelo UWA World Welterweight Championship, Armendáriz tentou o suicídio cortando os pulsos com uma lâmina de barbear, mas foi salvo por Escarlata, que encontrei-o no banheiro. A luta pelo título aconteceu uma semana depois e Armendáriz a credita como a luta que lhe rendeu a aceitação da comunidade da lucha libre. Embora Cassandro não tenha conseguido vencer o UWA World Welterweight Championship de El Hijo del Santo, ele conseguiu ganhar seu primeiro título, o UWA World Lightweight Championship, em 29 de outubro de 1992, ao derrotar Lasser, tornando-se o primeiro exótico na história a realizar um campeonato na UWA. Após um reinado de vinte meses, ele perderia o título para El Seminarista. Ele lutaria pela UWA até 1995, quando a promoção fechou suas portas, e começou então a lutar no circuito independente para promoções tanto no México quanto nos Estados Unidos. Nessa época, Armendáriz começou a abusar de drogas e álcool, o que começou a afetar sua carreira no wrestling profissional. Através do espiritismo, ele finalmente encontrou a sobriedade em 4 de junho de 2003, data que está tatuada em suas costas.

### Lucha Libre AAA em todo o mundo (2005–2008)
Depois de vários anos tranquilos, Cassandro voltou à lucha libre convencional em dezembro de 2005, juntando-se à principal promoção mexicana Lucha Libre AAA World Wide (AAA), iniciando uma rivalidade com o ex-parceiro Pimpinela Escarlata. A grande disputa entre Cassandro e Escarlata ocorreu em 18 de maio de 2006, e terminou em no contest, após o que os dois competidores concordaram em uma partida Hair vs. Hair em uma data futura. Em 18 de junho no Triplemanía XIV, Cassandro liderou uma equipe de quatro homens para enfrentar a equipe de Escarlata em uma luta de duplas de oito homens, que terminou em outro no contest. Pouco depois, Cassandro sofreu uma lesão, o que o levou a deixar a AAA e retornar ao circuito independente. Um ano depois, em 15 de julho de 2007, no Triplemanía XV, Cassandro retornou uma noite à AAA, juntando-se a Alfa, Cynthia Moreno e Faby Apache para derrotar Escarlata, Cynthia Moreno, El Oriental e Mini Abismo Negro. Três meses depois, Cassandro voltou a lutar regularmente pela AAA, agora trabalhando como técnico, fazendo parceria com Escarlata contra o stable rudo exótico Los Night Queens (Jessy, Nygma, Polvo de Estrellas e Yuriko). Eventualmente, Cassandro e Escarlata formaram o estábulo Los Exoticos com May Flowers e Pasión Cristal para igualar os números entre os grupos rivais.

### Circuito independente (2008–presente)

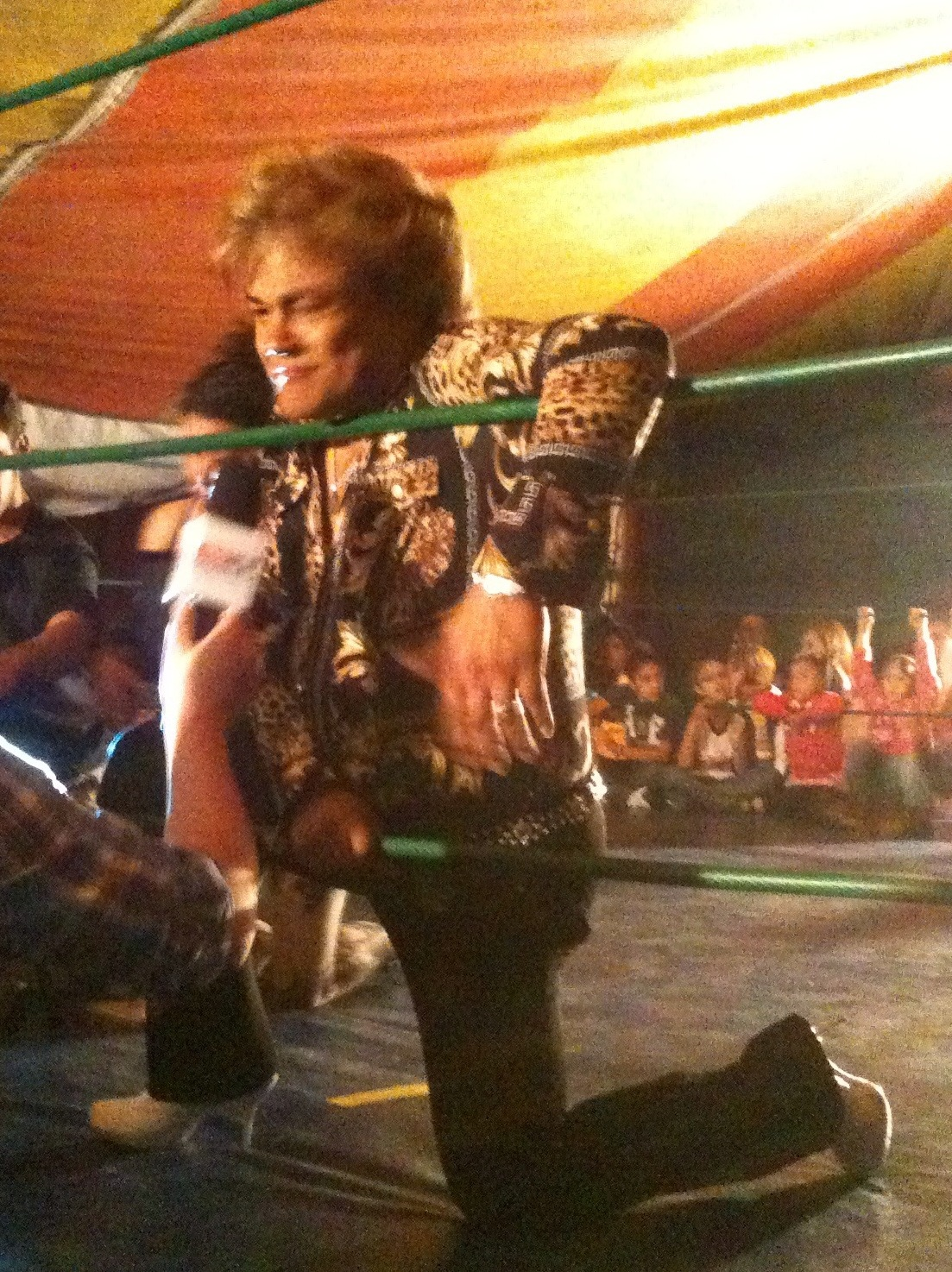
Cassandro em 2012

Depois de deixar mais uma vez a AAA em abril de 2008, Cassandro começou a trabalhar para promoções como National Wrestling Alliance (NWA), Perros del Mal Producciones (PdM), Independent Wrestling Association Mid-South (IWA-MS) e no início de 2009 assinou contrato com a Promoção americana Total Nonstop Action Wrestling (TNA). Armandariz fez sua estreia na TNA em 27 de janeiro de 2009, trabalhando sob o nome no ringue Satanico del Exotico em uma dark match, onde derrotou Petey Williams. Em março, a TNA começou a promover a estreia de Armandariz sob o novo nome de ringue Andromeda. No entanto, após vários meses de inatividade com a promoção, foi relatado em agosto que Armendáriz e TNA haviam se separado. Armendáriz culpou publicamente a sua saída pela homofobia. Em 3 de abril de 2010, Cassandro fez sua estreia pela Ring of Honor (ROH), derrotando Rhett Titus no The Big Bang! pay-per-view. Durante a partida, Armendáriz quebrou a perna, o que o forçou a desistir do torneio King of Trios de Chikara no final daquele mesmo mês. Em 25 de junho de 2011, a NWA México, durante uma turnê pelo Reino Unido, organizou uma luta para determinar o primeiro campeão mundial dos meio-médios da NWA desde que recuperou o título do Consejo Mundial de Lucha Libre (CMLL). Na partida Cassandro derrotou o Dr. Cerebro para conquistar o campeonato.
Em 9 de outubro de 2011, no Héroes Inmortales, Cassandro fez seu retorno à AAA, salvando Pimpinela Escarlata dos exóticos Nygma, Pasión Cristal e Polvo de Estrellas, que recentemente haviam iniciado uma rivalidade de enredo com Escarlata baseada em sua inveja da nova Reina de Reinas Champion. Cassandro lutou sua luta de retorno AAA em 5 de novembro, juntando-se a Escarlata e La Braza em uma luta de duplas de seis homens, onde derrotaram Nygma, Pasión Cristal e Yuriko. Em 17 de fevereiro de 2012, Armendáriz anunciou que estava dando um hiato indefinido no wrestling profissional. Mais tarde, foi revelado que Armendáriz havia rompido o ligamento cruzado anterior e o menisco e teria que se submeter a uma cirurgia, o que o afastaria do wrestling profissional por dez a doze meses. Cassandro voltou aos ringues no início de 2013. Em 16 de março de 2013, Cassandro participou do evento de aposentadoria de Ray Mendoza Jr., onde se juntou a El Hijo de Pirata Morgan para competir em uma Ruleta de la Muerte, um torneio de tag team para perdedores. A dupla perdeu para Máscara Año 2000 e Rayo de Jalisco Jr. no primeiro turno e para El Solar e Toscano no segundo turno, classificando-os para a final, onde o time perdedor seria obrigado a desmascarar ou ter o cabelo raspado. A equipe enfrentou e perdeu para a equipe de Villano IV e Ray Mendoza Jr., o que significou que Cassandro teve que raspar o cabelo, enquanto El Hijo de Pirata Morgan teve que se desmascarar como é tradicional nas derrotas da Lucha de Apuesta.

## Outras mídias
Através de suas viagens regulares ao Reino Unido e de sua fluência em inglês, Cassandro ganhou alguma atenção popular no país, inclusive sendo entrevistado no BBC Breakfast. Em fevereiro de 2017, Cassandro apareceu em uma esquete sobre Conan, treinando Conan O'Brien e Andy Richter para se tornarem luchadores. Ele foi destaque em um artigo da New Yorker de 2016 intitulado "How the Drag Queen Cassandro Became a Star of Mexican Wrestling".
Ele é tema do documentário Cassandro the Exotico!, de 2018, de Marie Losier. Em 2023, foi feito o filme Cassandro baseado em sua vida.

## Vida pessoal
Em 7 de maio de 2021, ele teve uma embolia cerebral removida.
Armendáriz é abertamente gay.

## Campeonatos e conquistas
- Lucha Libre AAA Worldwide
  - AAA Hall of Fame (2023)
- NWA Mexico
  - NWA World Welterweight Championship (1 tempo)
- Universal Wrestling Association
  - UWA World Lightweight Championship (1 tempo)
- Outros títulos
  - Chikara Welterweight Championship (1 tempo)1

1Campeonato não reconhecido pela Chikara.

## Recordes deLuchas de Apuestas
| Vencedor (aposta)                                 | Perdedor (aposta)                                       | Localização                 | Evento         | Data                | Notas |
| ------------------------------------------------- | ------------------------------------------------------- | --------------------------- | -------------- | ------------------- | ----- |
| Johnny Vannessa (nome)                            | Rosa Salvaje (nome)                                     | N/A                         | N/A            | N/A                 |       |
| Cassandro (cabelo) e Pimpinela Escarlata (cabelo) | Dragon Chino I (máscara) e Dragon Chino II (máscara)    | N/A                         | N/A            | N/A                 |       |
| Cassandro (cabelo) e Pimpinela Escarlata (cabelo) | Dragon Chino I (cabelo) e Dragon Chino II (cabelo)      | N/A                         | N/A            | N/A                 |       |
| Cassandro (máscara)                               | Profeta (máscara)                                       | N/A                         | N/A            | N/A                 |       |
| Cassandro (cabelo)                                | Profeta (cabelo)                                        | N/A                         | N/A            | N/A                 |       |
| Cassandro (cabelo)                                | Halcon Dorado (cabelo)                                  | N/A                         | N/A            | N/A                 |       |
| Cassandro (cabelo)                                | Misterioso (cabelo)                                     | N/A                         | N/A            | N/A                 |       |
| Cassandro (cabelo)                                | Bello Armando (cabelo)                                  | N/A                         | N/A            | N/A                 |       |
| Cassandro (cabelo)                                | Peluchin (cabelo)                                       | N/A                         | N/A            | N/A                 |       |
| Cassandro (cabelo)                                | El Galactico (cabelo)                                   | N/A                         | N/A            | N/A                 |       |
| Lady Apache (cabelo)                              | Cassandro (cabelo)                                      | Ciudad Juárez, Chihuahua    | Evento ao vivo | 26 de maio de 2002  | [ a ] |
| Cassandro (cabelo)                                | Ruby Gardenia (cabelo)                                  | Los Angeles, Califórnia     | Evento ao vivo | 22 de junho de 2006 |       |
| El Hijo del Santo (máscara)                       | Cassandro (cabelo)                                      | Los Angeles, Califórnia     | Evento ao vivo | 14 de julho de 2007 | [ b ] |
| Ray Mendoza Jr. (cabelo) e Villano IV (máscara)   | Cassandro (cabelo) e El Hijo de Pirata Morgan (máscara) | Naucalpan, Estado do México | Evento ao vivo | 16 de março de 2013 | [ c ] |
| Peluchin Maldad (máscara)                         | Cassandro (cabelo)                                      | El Paso, Texas              | Evento ao vivo | 24 de abril de 2016 |       |